# Axymyia furcata
Axymyia furcata is een muggensoort uit de familie van de Axymyiidae. De wetenschappelijke naam van de soort is voor het eerst geldig gepubliceerd in 1921 door McAtee.